# Костецкий, Пётр Петрович
Пётр Петро́вич Косте́цкий (10 июня 1919, Ставропольский край — 17 сентября 1984, Одесса) — капитан Советской Армии, участник Великой Отечественной войны, Герой Советского Союза (1943).

## Биография
Пётр Костецкий родился 10 июня 1919 года в селе Тахта (ныне — Ипатовский район Ставропольского края). После окончания восьми классов школы работал бухгалтером. В феврале 1942 года Костецкий был призван на службу в Рабоче-крестьянскую Красную Армию. С марта того же года — на фронтах Великой Отечественной войны. Участвовал в битве за Кавказ. К ноябрю 1943 года сержант Пётр Костецкий командовал миномётным расчётом 1339-го стрелкового полка 318-й стрелковой дивизии 18-й армии Северо-Кавказского фронта. Отличился во время Керченско-Эльтигенской десантной операции.
В ночь с 31 октября на 1 ноября 1943 года Костецкий в составе десанта высадился в районе посёлка Эльтиген (ныне — Героевское в черте Керчи) и открыл из миномёта огонь по противнику, уничтожив несколько бронемашин. Благодаря его огневой поддержке десант захватил несколько линий немецких траншей. Во время отражения последующих немецких контратак Костецкий уничтожил большое количество живой силы и боевой техники противника. В тех боях из строя выбыл весь его расчёт, а сам он получил ранение, но продолжал сражаться, пока не был во второй раз тяжело ранен и в бессознательном состоянии отправлен в госпиталь.
Указом Президиума Верховного Совета СССР от 17 ноября 1943 года за «мужество, отвагу и героизм, проявленные в борьбе с немецкими захватчиками» сержант Пётр Костецкий был удостоен высокого звания Героя Советского Союза с вручением ордена Ленина и медали «Золотая Звезда» за номером 2182.
После окончания войны Костецкий продолжил службу в Советской Армии. В 1944 году он окончил курсы младших лейтенантов, в 1954 году — Военную академию имени Фрунзе. В 1955 году в звании капитана Костецкий был уволен в запас. Проживал в Одессе, работал на заводе «Полиграфмаш». Скончался 17 сентября 1984 года.
Был также награждён орденами Красного Знамени и Отечественной войны 1-й степени, рядом медалей.